# Тибо I де Блуа
Тибо I де Блуа (также Тибо Плут или Тибо Мошенник; фр. Thibaut I le Tricheur de Blois; 910 — 16 января 975) — первый граф Блуа, Шартра, Тура, Шатодёна, сеньор Вьерзона, Сансерра, Шинона, Сомюра и Божанси. Сын виконта Тура Тибо Старого.

## Биография

### Правление
Вначале Тибо был одним из вассалов герцога франков Гуго Великого. В 945 году последний поручил ему охрану пленённого короля Людовика IV. Взамен свободы, которую Тибо должен был предоставить королю по окончании года плена, Гуго Великий отдал Тибо город Лан.
В 943 или 944 году Тибо женился на вдове герцога Вильгельма I Нормандского, Литгарде де Вермандуа, дочери графа Герберта II де Вермандуа. Жена принесла ему в приданое Провен, при его потомках ставшее центром графства Шампань (первым, официально использовавшим титул графа Шампани, был Гуго I Шампанский).
В 952 году умер герцог Ален II Бретонский, супруг сестры Тибо, и Тибо на время несовершеннолетия своего племянника Дрогона стал опекуном герцогства Бретань. Ловко используя это обстоятельство, он создал зону своего влияния в графстве Ренн.
В 956 году, воспользовавшись смертью герцога Франков и малолетством его сына Гуго Капета, Тибо взял себе титул графа Тура, а также захватил Шартр и Шатоден.
Затем он выдал свою сестру за графа Фулька Анжуйского. Хроники, повествующие о встрече Тибо с графом Фульком Анжуйским, произошедшей в 958 году, называют их «наместниками и правителями королевства Нейстрия» и «графами милостью Божьей».
В 960-х годах Тибо встал на сторону короля Лотаря, сына Людовика IV Заморского, против своего сюзерена Гуго Капета, а также выступил против герцога Ричарда I Нормандского. В 961 году он совершил поход в графство Эврё. В ответ норманны напали на Дюнуа. В 962 году Тибо организовал крупный военный поход против Руана, однако, потерпел неудачу. Норманны же дошли до Шартрского графства и сожгли Шартр.
Тибо взял под свой контроль крепости Сент-Эньян и Вьерзон, а также, возможно, Ла Шапель-д’Энгийон в Берри. В период несовершеннолетия Гуго Капета он укрепил Шартр и Шатоден, а к 960 году выстроил новую крепость Сомюр.
В результате, к концу жизни Тибо создал княжество, которое стало одним из самых могущественных на Луаре. Оно доминировало над Центральной Францией и угрожало власти самих Робертинов. Гуго Капет, чувствуя эту опасность, вступил в союз с графами Анжу.

### Семья
Жена: (с 943/944) Литгарда, дочь Герберта II де Вермандуа, вдова Вильгельма I, герцога Нормандии. Имели четверо детей:
- Тибо де Блуа (ум. 962);
- Гуго де Блуа (ум. 985), архиепископ Буржский;
- Эд I де Блуа (ум. 996), граф Блуа;
- Эмма де Блуа; муж — Гильом IV Аквитанский, граф де Пуатье и герцог Аквитании.